# Lathrolestes bulbus
Lathrolestes bulbus là một loài tò vò trong họ Ichneumonidae.